# Lavazan

Lavazan este o comună în departamentul Gironde din sud-vestul Franței. În 2009 avea o populație de 220 de locuitori.

## Evoluția populației
| An        | 1975 | 1982 | 1990 | 1999 | 2006 | 2009 |
| --------- | ---- | ---- | ---- | ---- | ---- | ---- |
| Populație | 184  | 164  | 171  | 179  | 211  | 220  |